# Yuen Siu-tien
Yuen Siu-tien (袁小田, 27 novembre 1912 - 8 janvier 1979) est un acteur hongkongais connu pour son rôle du mendiant So (en) dans trois films d'arts martiaux de la fin des années 1970 : Le Maître chinois (1978), Les Déchainés du karaté (en) (1979), et son dernier film Dance of the Drunk Mantis (en) (1979).
Également connu sous les noms de Yuan Xiaotian, Simon Yuen ou Sam Seed, il joue dans plusieurs films des débuts de Jackie Chan et est le père du réalisateur Yuen Woo-ping.

## Biographie
Yuen est formé à l'art traditionnel de l'opéra de Pékin dans le rôle de Wu-shen. Il commence sa carrière à l'âge de 37 ans dans le premier film de Wong Fei-hung avec Kwan Tak-hing, Story of Huang Feihong (1949), bien que ses apparitions au cinéma soient rares jusqu'à la fin des années 1950. Il est surtout connu pour avoir incarné des mentors et des maîtres du kung-fu, et joue dans près de 150 films tout au long de sa carrière.
L'un de ses films les plus connus au niveau international, Le Maître chinois (1978), est réalisé à la fin de sa carrière. Il joue le rôle du mendiant So (en), un vieil ermite maîtrisant l'art du poing ivre aidant un jeune Wong Fei-hung, interprété par Jackie Chan. Le rôle est identique en tout point, sauf pour le nom, à celui qu'il avait joué dans un autre film de Jackie Chan, Le Chinois se déchaîne (1978). À l'époque, Le Maître chinois devient le tremplin de la carrière de Chan. Le film montre un Wong Fei-hung jeune et espiègle à l'opposé de l'interprétation d'un vénérable maître confucéen de kung-fu par Kwan Tak-hing dans de nombreux films. Le film est un succès international surprise et contribue grandement à dynamiser la carrière de l'acteur de 66 ans. Yuen reprend le rôle du mendiant So dans trois autres films, Dance of the Drunk Mantis (en), Les Déchainés du karaté (en), et Les Seigneurs du kung-fu (dans lequel il fait juste un caméo).
Le 8 janvier 1979, Yuen meurt d'une crise cardiaque à 66 ans. Il s'était engagé sur le film Le Héros magnifique avec Sammo Hung, mais meurt au début de la production. Il est remplacé par Fan Mei-sheng, le père de Fan Siu-wong. Le tournage se poursuit avec le personnage de Fan dans Le Maître chinois, ce qui nécessite la reprise de certaines scènes de Yuen. Cependant, le personnage de Fan n'est jamais appelé « Mendiant So » dans ce film.

## Vie privée
Yuen est le père de 11 enfants, dont 6 travaillent dans l'industrie cinématographique hongkongaise. Ses cinq fils aînés sont collectivement connus sous le nom de « Clan Yuen » et travaillent souvent en collaboration sur de nombreux films :
- Yuen Woo-ping - réalisateur et chorégraphe de scènes d'action
- Yuen Cheung-yan (en) - acteur et directeur de scènes d'action
- Yuen Shun-yi (en) (Sunny Yuen) - acteur et directeur de scènes d'action
- Yuen Yat-chor - acteur
- Yuen Chun-yeung (Brandy Yuen) - acteur, cascadeur et directeur de scènes d'action
- Yuen Lung-chu - acteur

Yuen a deux autres fils et trois autres filles.

## Postérité
- Les personnages de Chin Gentsai de la série de jeux de combat The King of Fighters, et celui de Shun Di dans la série des Virtua Fighter sont fortement inspirés de Yuen.
- Le rappeur américain Ol' Dirty Bastard tire son pseudo d'un film de Yuen intitulé en anglais Ol' Dirty & The Bastard.

## Filmographie
- The Luckiest Man (2008) : la première femme de Fat
- An Old Kung Fu Master (1981) (aussi appelé Ol' Dirty & the Bastard)
- The Buddhist Fist (1980) - le moine endormi
- Dance of the Drunk Mantis (1979) (aussi appelé Drunken Master 2) : le mendiant So
- Jade Claw (1979) - le cuisinier/le professeur
- Against Rascals with Kung-Fu (1979)
- Crystal Fist (1979)
- Mad Mad Kung Fu (1979) (aussi appelé Drunken Master Slippery Snake)
- Mean Drunken Master (1979)
- Horse Boxing Killer (1979) (aussi appelé Nu Shao Lin si) : Yan Shao-tien
- Blind Fist of Bruce (1979) : le maître aveugle (sous le nom de Simon Yuen)
- Sleeping Fist (1979)
- Drunken Arts and Crippled Fist (1979)
- Mystery of Chessboxing (1979) (aussi appelé Ninja Checkmate) : le maître Yuen/le maître cuisinier (participation amicale)
- Les Déchainés du kung-fu (1979) (aussi appelé Drunken Fist Boxing) : le mendiant So
- Le Maître chinois (1978) : le mendiant So
- Peculiar Boxing Tricks and Master (1978) (aussi appelé Boxing Wizard) : Tung
- La 36e Chambre de Shaolin (1978) (aussi appelé The Master Killer) : le professeur
- Le Chinois se déchaîne (1978) : le grand maître Pai Cheng-tien (sous le nom de Yuan Hsiao-Tien)
- Shaolin contre Ninja (1978) : le professeur de Tao
- Boxing Wizard (1978) : Tung (sous le nom de Yuan Hsiao-tien)
- Deadly Snake Versus Kung Fu Killers (1977) : le démon serpent
- Bons baisers de Hong Kong (1975)
- La Rage du vainqueur : le vieux maître (sous le nom de Hsao Ten-juan)
- L'Hirondelle d'or (1966) : un bandit
- The Flying Fox (1964) (aussi appelé The Purple Lightning Sword)
- Les 55 Jours de Pékin (1963) (non crédité)
- Story of the Sword and the Sabre (1963)
- The Great Heroes (1960–1961) (4 parties)
- The Book and the Sword (1960)
- Sword of Blood and Valour (1958/1959) : un muet
- Story of the Vulture Conqueror (1958/1959)
- Story of Huang Feihong (1949)